# Castlewellan

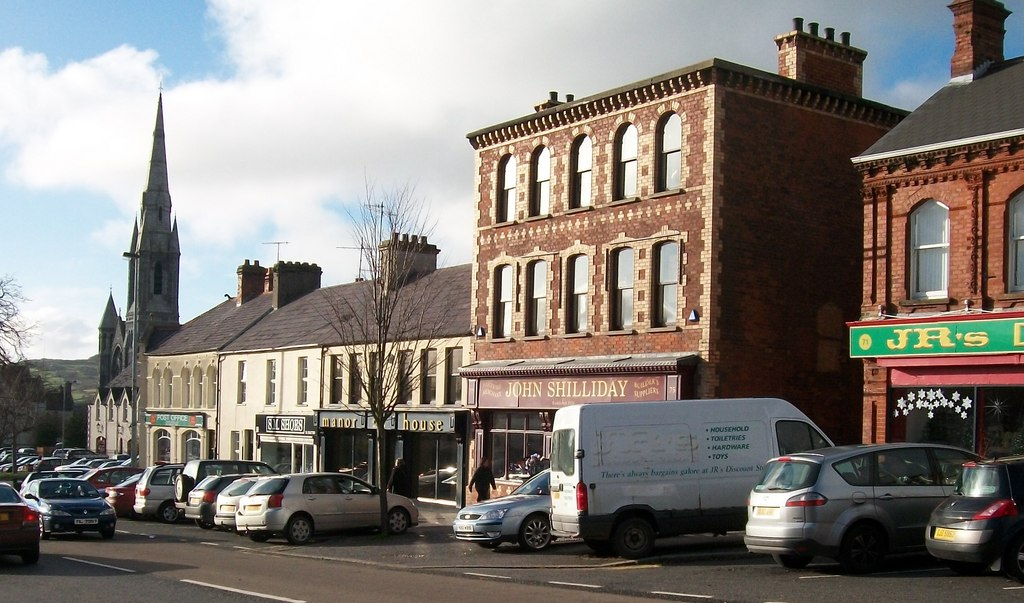
Butiker längs huvudgatan i Castlewellan.

Castlewellan är ett mindre samhälle beläget i distriktet Newry, Mourne and Down i grevskapet Down i Nordirland. Castlewellan är beläget mellan Castlewellan Lake och Slievenaslatberget, 25 kilometer sydväst om Downpatrick. År 2001 hade Castlewellan 2 392 invånare.
Castlewellan är känt för sitt rika växtliv.